# Microtus richardsoni
Microtus richardsoni är en däggdjursart som först beskrevs av James Ellsworth De Kay 1842. Microtus richardsoni ingår i släktet åkersorkar och familjen hamsterartade gnagare. IUCN kategoriserar arten globalt som livskraftig. Inga underarter finns listade i Catalogue of Life.

## Utseende
Arten blir med svans 198 till 274 mm lång och svanslängden är 66 till 98 mm. Sorken har 25 till 34 mm långa bakfötter och 15 till 20 mm långa öron. Hannar är med en vikt av 72 till 150 g något tyngre än honor som väger 68 till 140 g. Den långa pälsen har på ovansidan en sepiabrun till rödbrun eller gråbrun färg. Den ser ofta mörk ut på grund av svarta hårspetsar. Buken är täckt av grå päls som kan ha en silverfärgad eller vit skugga. Dessutom är svansen tvåfärgad. Tandformeln är I 1/1 C 0/0 P 0/0 M 3/3, alltså 16 tänder.

## Utbredning och habitat
Denna gnagare förekommer i västra Kanada och västra USA. Den lever i olika bergstrakter inklusive Klippiga bergen och i angränsande slättland. Arten vistas i fuktiga habitat med gräs och därför är beståndet uppdelad i flera från varandra skilda populationer. Microtus richardsoni hittas till exempel på bergsängar intill vattendrag, på marskland vid insjöar eller i närheten av dammar.

## Ekologi
Sorken gräver underjordiska bon som ofta ligger vid vattendragens strandlinje. Dessutom skapas stiger i den låga växtligheten. Arten äter örter, gräs, blad och underjordiska växtdelar. Troligen kompletteras födan med några insekter.
Fortplantningstiden är från maj till september, eller kortare beroende på utbredning. Honor kan ha två kullar under tiden med 2 till 9 ungar per kull, oftast 5 eller 6. Cirka 26 procent av ungarna föds tidig under året och de kan ha en egen kull under samma år.
Dräktigheten varar minst 22 dagar. Ungarna föds nakna och blinda. De får sina första hår efter fyra dagar och cirka efter 12 dagar öppnas ögonen. Individer som föddes i fångenskap fick simförmåga efter 17 dagar och cirka 5 dagar senare slutade honan med digivning. Bon som byggs ovanför markytan kan ha en diameter av 7 cm på insidan.
Microtus richardsoni har bra simförmåga och den kallas därför på engelska water vole. Arten håller ingen vinterdvala men den stannar vanligen i tunnelsystemet som grävs i snön. Denna sork skapar inga förråd. Den äter istället torra växtdelar, rötter, jordstam och växtskott som den hittar under snön.